# Expedition 60

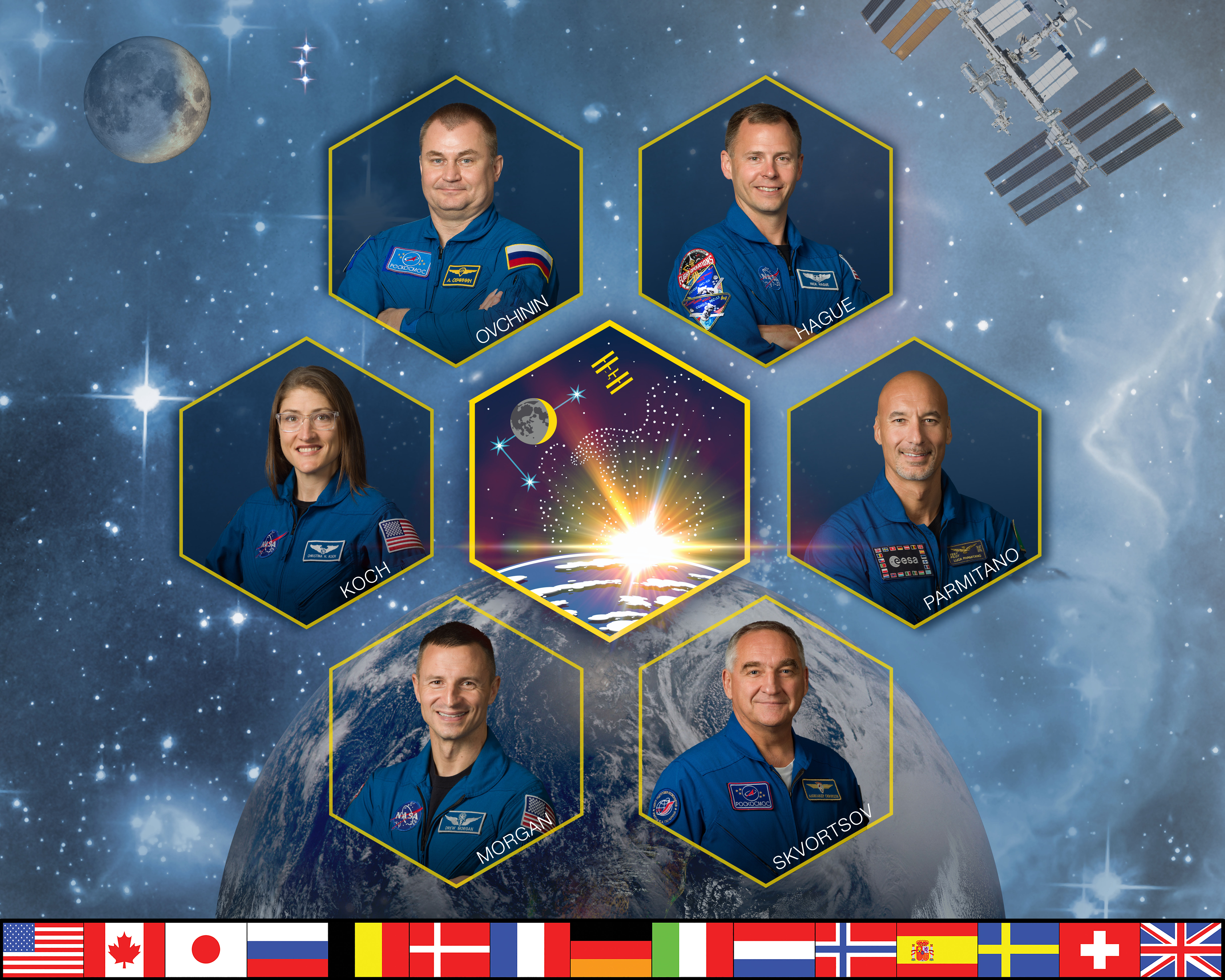
Expedition 60 besättning.

Expedition 60 var den 60:e expeditionen till Internationella rymdstationen (ISS). Expeditionen började den 24 juni 2019 då delar av Expedition 59s besättning återvände till jorden med Sojuz MS-11.
Aleksandr Skvortsov, Luca Parmitano och Andrew R. Morgan anlände till stationen med Sojuz MS-13 den 20 juli.
Under de sista veckorna av expeditionen var man nio personer ombord, då Oleg Skripotjka, Jessica Meir och Hazza Al Mansouri anlände till rymdstationen den 25 september 2019.
Expeditionen avslutades den 3 oktober 2019 då Sojuz MS-12 lämnade rymdstationen.

## Besättning
| Position       | Första delen (24 juni - 20 juli 2019)      | Andra delen (20 juli - 3 oktober 2019)        |
| -------------- | ------------------------------------------ | --------------------------------------------- |
| Befälhavare    | Aleksej Ovtjinin, RSA Hans andra rymdfärd  | Aleksej Ovtjinin, RSA Hans andra rymdfärd     |
| Flygingenjör 1 | Nick Hague, NASA Hans första rymdfärd      | Nick Hague, NASA Hans första rymdfärd         |
| Flygingenjör 2 | Christina Koch, RSA Hennes första rymdfärd | Christina Koch, RSA Hennes första rymdfärd    |
| Flygingenjör 3 |                                            | Aleksandr Skvortsov, RSA Hans tredje rymdfärd |
| Flygingenjör 4 |                                            | Luca Parmitano, ESA Hans andra rymdfärd       |
| Flygingenjör 5 |                                            | Andrew R. Morgan, NASA Hans första rymdfärd   |